# Alpaida alto
Alpaida alto là một loài nhện trong họ Araneidae.
Loài này thuộc chi Alpaida. Alpaida alto được Herbert Walter Levi miêu tả năm 1988.